# Scurrula gongshanensis
Scurrula gongshanensis là một loài thực vật có hoa trong họ Loranthaceae. Loài này được H.S. Kiu miêu tả khoa học đầu tiên năm 1983.